# Ōtsuki Nyoden

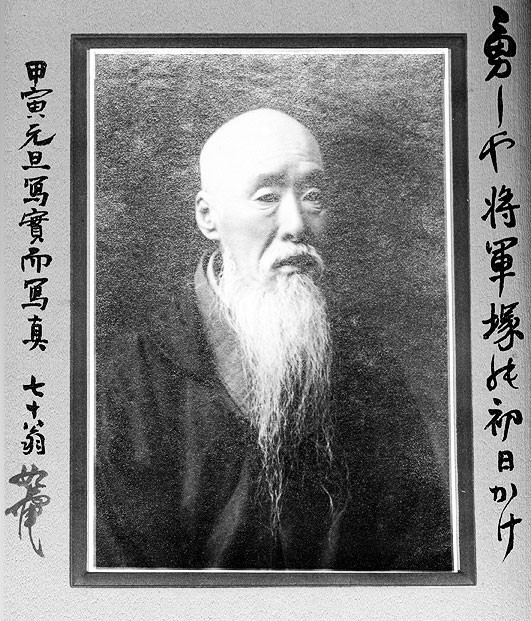
Ōtsuki Nyoden, 1915

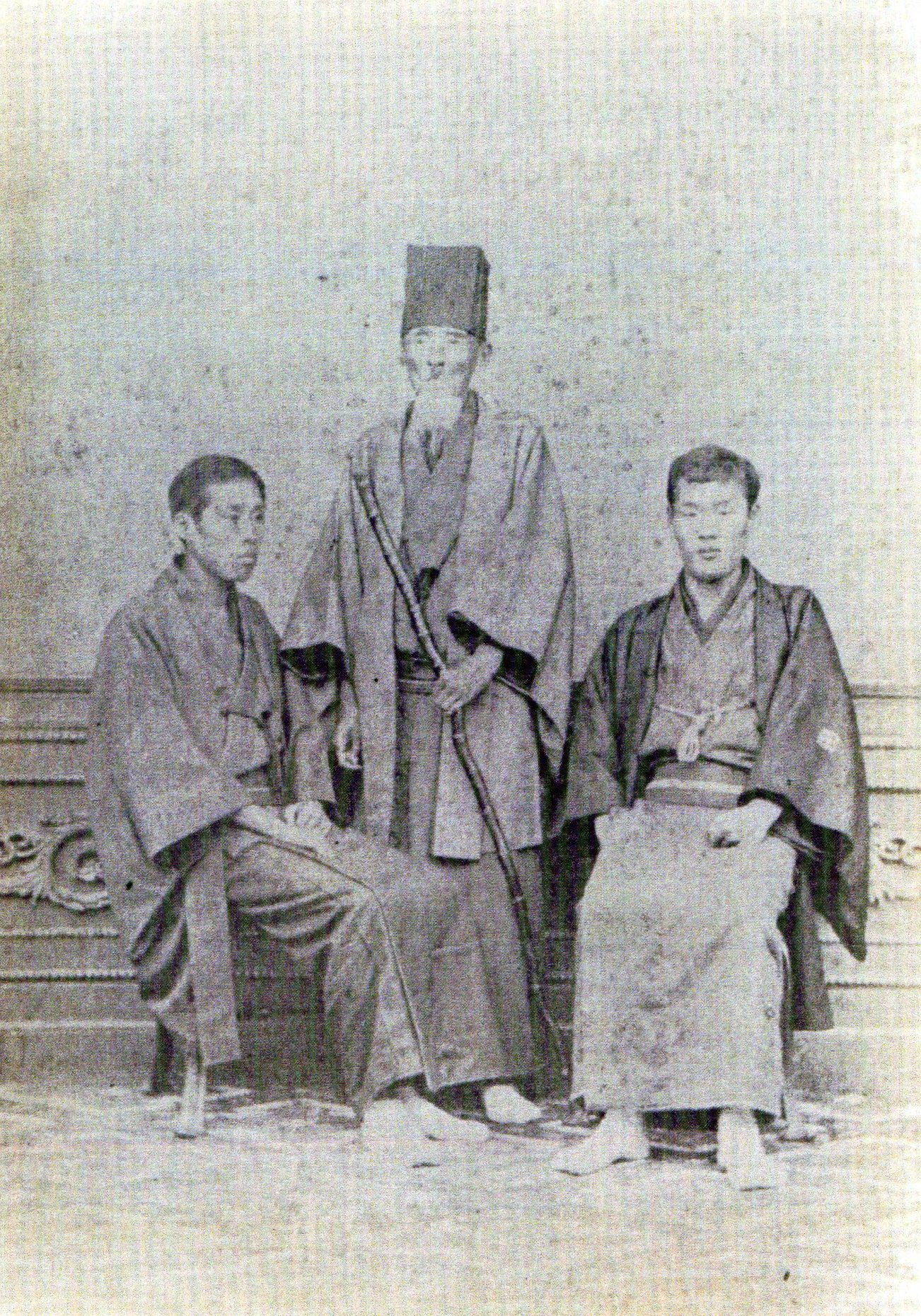
Familie Ōtsuki, 1874

Ōtsuki Nyoden (japanisch 大槻 如電, Vorname auch Joden gelesen, Vorname eigentlich Seishū; geboren 18. September 1845 in Edo (Provinz Musashi); gestorben 12. Januar 1931) war ein japanischer Gelehrter.

## Leben und Wirken
Ōtsuki Nyoden war der zweite Sohn des Hatamoto und Gelehrten Ōtsuki Bankei (大槻 磐渓; 1801–1871) und älterer Bruder von Ōtsuki Fumihiko (1847–1928). Seine erste Ausbildung erhielt er als Schüler der Familie Hayashi. Dann besuchte er die Han-Schule Yōkendō (養賢堂) des Sendai-Han. 
Nachdem Ōtsuki ab 1871 als Ausbilder an der Marineakademie (海軍兵学寮, Kaigun-hei gakuryō) gearbeitet hatte, war er 1872 mit der Bearbeitung des „Shinsen jisho“ (新撰字書), einem Wörterbuch des Kultusministeriums (文部省, Mombushō) beschäftigt. Seit 1874 war er als unabhängiger Wissenschaftler tätig und befasste sich mit einer Vielzahl von Bereichen, darunter mit Japan-, China- und Westernstudien, Literatur, sowie mit Musik und Tanz.
Zu Ōtsukis  Veröffentlichungen gehören „Shinsen Yōgaku nempyō“ (新撰洋学年表) – „Neue Chronologie der Studien der westlichen Wissenschaft“,  „Bugaku zusetsu“ (舞楽図説) – „Tanz, illustrierte Erläuterungen“, „Zokkyoku no yurai“ (俗曲の由来) – „Herkunft der Volkslieder“, „Eki rotsū“ (駅路通) – „Routen der Poststationen“ und „O–shokokki“ (御肇国史) – „Beginn der nationalen Geschichte“.